# Lorenz (Berlijn)
Lorenz is een historisch merk van motorfietsen en inbouwmotoren.
De bedrijfsnaam was: Gebrüder Lorenz, Berlin-Neuköln, later W. Lorenz, Berlin-Neuköln, W. Lorenz & W. Retting, Loretto Fahrzeugbau, Berlin-Charlottenburg en Lorenz, Wittig & Co., Berlin-Neuköln. 
Het adres van dit Duitse merk moet ongeveer jaarlijks veranderd zijn, want de gebroeders Lorenz begonnen in 1921 hun productie maar stopte in 1925. Lorenz bouwde 126cc-tweetakt-boxers, die zowel als complete motorfiets en als inbouwmotor geleverd werden. Ze waren ook onder de naam Rapid bekend. Doordat er in het begin van de jaren twintig honderden van deze kleine motorfietsmerkjes in Duitsland ontstonden was er veel concurrentie en in 1925 verdwenen er ruim 150, waaronder Lorenz/Rapid.
- Er was nog een merk met de naam Lorenz, zie Lorenz (Stettin).
- Er waren ook andere merken met de naam Rapid, zie Rapid (Frankrijk) - Rapid (Italië).